# Koinè (grec)
Pour les articles homonymes, voir Grec et koinè.

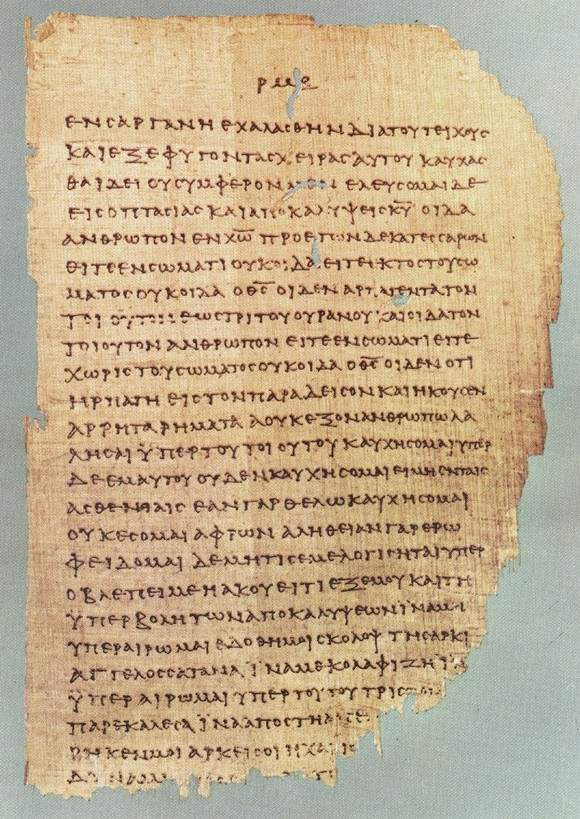
Folio du P^{46} contenant 2 Cor. 11,33-12,9.

La koinè ou koinê (en grec ancien : κοινή / koinḗ, « la (langue) commune » – l’appellation complète étant κοινὴ διάλεκτος / koinḕ diálektos, le « langage commun ») est la langue parlée en Grèce depuis l’époque d’Alexandre environ, et qui était comprise partout où l’on parlait grec. C’est une langue de civilisation qui s’est constituée vers le temps où commence l’influence macédonienne et qui a duré pendant tout l’Empire romain jusque dans la période byzantine. Nous en avons une idée par des textes écrits sur certains papyrus trouvés en Égypte, et par la plus grande partie des textes du Nouveau Testament qui sont écrits en koinè. Elle a été la langue liturgique utilisée à Constantinople. En ce sens, on n’a pas cessé d’écrire en koinè jusqu’au XVe siècle et presque jusqu’à l’époque moderne.  
Elle est principalement issue du grec ionien-attique dans lequel ont pénétré des formes d'autres dialectes. Elle s'imposa comme langue administrative et véhiculaire dans les zones sous influence hellénistique, en concurrence, par la suite, avec le latin.
Par extension, ce terme est parfois aussi utilisé pour désigner les langues véhiculaires en général.

## Histoire
La koinè s'est développée comme dialecte commun entre les armées d'Alexandre le Grand, différents dialectes plus ou moins inter-compréhensibles étant utilisés jusqu'alors.
À la fin des conquêtes macédoniennes, le nouveau dialecte était donc parlé depuis l'Égypte jusqu'aux frontières de l'Inde. Bien que les éléments de la koinè grecque aient pris forme durant la fin de l'ère classique, la période postclassique des Grecs date de la mort d'Alexandre le Grand, en 323 av. J.-C.
On date la période suivante, celle du grec médiéval, de la fondation de Constantinople par Constantin Ier en 330 apr. J.-C., alors qu'il s'agit en fait d'une évolution progressive de la koinè.
La période postclassique de la Grèce se réfère donc à la création et à l'évolution de la koinè grecque pendant toute l'ère hellénistique et romaine de l'histoire grecque, jusqu'à l'antiquité tardive incluse, le grec médiéval commençant au début du Moyen Âge. À son tour le grec médiéval (μεσαιωνική - mesaioniki) a évolué en formes liturgiques (ἀκολουθιακές - akolouthiakès) et laïques (ἑλλαδική - « helladique » en Grèce, autour de la mer Égée et à Constantinople, κατωιταλιώτικη (katoitaliotiki) - « italique » en Calabre et Sicile, ποντική - « pontique » autour de la Mer Noire, νοτική (notiki) - « méridional » en Cyrénaïque et Égypte, ἀνατολική (anatoliki) - « oriental » en Asie Mineure intérieure, Anatolie et au Proche-Orient et γεβανική - yévanique chez les juifs helléniques) dont certaines sont à l'origine des cinq langues helléniques actuelles (grec moderne, tsakonien, griko, pontique et cappadocien).

## Utilisation du terme
Ce terme signifie « commun ». Il a précédemment servi aux anciens érudits pour qualifier plusieurs formes du parler grec. Une école d'érudits, comme Apollonios Dyscole et Aelius Herodianus, a maintenu le terme de koinè pour se référer au proto-grec tandis que d'autres l'emploient pour parler de toute forme vernaculaire du grec, distincte de la langue littéraire. Quand la koinè est progressivement devenue une langue de lettrés, certaines personnes ont alors distingué deux formes : l'hellénique comme la forme littéraire postclassique et la koinè comme la forme du parler populaire.
D'autres ont choisi de lier la koinè au dialecte alexandrin (περὶ τῆς Ἀλεξανδρέων διαλέκτου, ce qui signifie « le dialecte d'Alexandrie »). Ce terme est souvent utilisé par les philologues modernes.

## Origines
Les origines linguistiques de la koinè sont floues depuis les premiers temps. Pendant l'âge hellénique, la plupart des savants pensaient qu'elle était le résultat d'un mélange des quatre principaux dialectes grecs, conséquemment nommée « ἡ ἐκ τῶν τεττάρων συνεστῶσα » (la composition des Quatre). Cette optique a été soutenue pendant le début du XIXe siècle par un linguiste autrichien, Paul Kretschmer, dans son livre Die Entstehung der Koine (1901) tandis que l’Allemand Wilamowitz et le linguiste Français Antoine Meillet, se basant sur les éléments non attiques de la koinè (tel le σσ au lieu du ττ et ρσ au lieu de ρρ ; cf. θάλασσα — θάλαττα, ἀρσενικός — ἀρρενικός), considérèrent la koinè comme une forme simplifiée de l'ionique. La réponse finale maintenant acceptée par les intellectuels a été donnée par le linguiste grec G. N. Hadzidákis, qui a prouvé que malgré la « composition des Quatre », le noyau stable de la koinè grecque est résolument attique. En d'autres termes, la koinè grecque peut être vue comme attique avec un mélange d'éléments, principalement ioniques, mais certains d'autres dialectes. L'influence sur la koinè des éléments linguistiques qui ne sont pas d'origine attique peut varier en fonction de la région.
À cet égard, les idiomes de la koinè parlés dans les colonies ioniennes de l'Asie Mineure et de Chypre auraient des traits non attiques plus marquées que les autres. De plus, la koinè littéraire de la période hellénistique ressemble tellement au parler attique qu'elle est souvent mentionnée comme de l'attique commun.

## Sources
Les premiers érudits à étudier la koinè, à l'époque alexandrine et contemporaine, sont des philologues dont le prototype de réflexion est la langue attique de la période classique, qui désapprouvent ainsi toute autre forme du parler grec. La koinè est donc alors vue comme indigne d'attention car trop détériorée, « corrompue » par rapport à l'attique. L'importance historique et linguistique de la koinè n'est reconsidérée qu'au début du XIXe siècle, où des savants de renom dirigent une série d'études sur l'évolution de la koinè sur toute la période hellénistique et romaine qu'elle recouvrait. Les sources étudiées de la koinè sont nombreuses et d'une fiabilité inégale. 
Les plus signifiantes sont les inscriptions de la période post-classique et des papyrus car ils possèdent un contenu authentique et peuvent être directement étudiés. D'autres sources majeures sont la Septante, la version grecque de l'Ancien Testament. L'enseignement de ce dernier visait en effet les couches populaires et employait pour cette raison le parler le plus répandu de l'époque. D'autres informations peuvent aussi être tirées des savants de l'Attique durant les mêmes périodes. Ces derniers, par souci de combattre l'évolution de la langue, ont en effet publié des travaux, enrichis d'exemples, où ils comparent la langue attique supposément « correcte » et celle de la koinè, jugée « dissidente ». Phrynichus Arabius écrit ainsi au IIe siècle apr. J.-C. :
- Βασίλισσα οὐδείς τῶν Ἀρχαίων εἶπεν, ἀλλὰ βασίλεια ἢ βασιλίς.
  - « Basilissa (Reine) les Anciens ne l'emploient aucunement, préférez Basileia ou Basilis ».

- Διωρία ἑσχάτως ἀδόκιμον, ἀντ’αυτοῦ δὲ προθεσμίαν ἐρεῖς.
  - « Dioria (délai) est impropre, utilisez à la place prothesmia ».

- Πάντοτε μὴ λέγε, ἀλλὰ ἑκάστοτε καὶ διὰ παντός.
  - « Ne dites pas Pantoté (toujours), mais hékastoté et dia pantos ».

D'autres sources peuvent émaner de découvertes variées comme des inscriptions sur les tessons faites par des peintres populaires :
- « Καλήμερον, ἦλθες; — Bono die, venisti? » (Belle journée, tu sortais ?).

- « Ἐὰν θέλεις, ἐλθὲ μεθ’ ἡμῶν. — Si vis, veni mecum. » (Si tu veux, viens avec moi).

- « Ποῦ; — Ubi? » (Où ?).

- « Πρὸς φίλον ἡμέτερον Λεύκιον. — Ad amicum nostrum Lucium. » (À notre ami Lucius).

- « Ἀρρωστεῖ. — Aegrotat. » (Il est malade).

## Évolution depuis le grec ancien
L'étude de toutes les sources symboliquement couvertes par la koinè sur six siècles révèle des changements linguistiques depuis le grec ancien sur la phonologie, la morphologie, la syntaxe, le vocabulaire et d'autres éléments du langage parlé. La plupart des nouvelles formes apparaissent avec une certaine rareté, puis deviennent graduellement de plus en plus fréquentes jusqu'à ce qu'elles s'établissent totalement. Malgré les changements linguistiques de la koinè, celle-ci a conservé une telle ressemblance avec ses successeurs médiévaux et modernes que presque toutes les caractéristiques du grec moderne peuvent être retracées dans les textes de la koinè qui nous sont parvenus. Comme la plupart des changements entre le grec ancien et moderne furent introduits par la koinè, la koinè grecque d'aujourd'hui est largement compréhensible par la plupart des Grecs modernes.

### Phonologie
La koinè grecque est une période de transition phonologique : au début, le langage était pratiquement identique au grec ancien, tandis que vers la fin il avait plus de parenté avec le grec moderne.
Les trois changements les plus significatifs durant cette période furent la perte de la quantité vocalique, la substitution de l'accent de hauteur par l'accent d'intensité et le remplacement de la plupart des diphtongues par des monophtongues.
Les transformations remarquables sont les suivantes :
| Lettre / digramme | Prononciation en grec classique | Prononciation en koinè (IIe siècle de notre ère)                 | Prononciation en grec moderne                                    | Prononciation en Living Koine |
| ----------------- | ------------------------------- | ---------------------------------------------------------------- | ---------------------------------------------------------------- | ----------------------------- |
| β                 | [b]                             | [β]                                                              | [v]                                                              | [v]                           |
| γ                 | [g]                             | [ɣ], [j] devant [i] et [ɛ]                                       | [ɣ], [ʝ] devant [i] et [ɛ]                                       | [g]                           |
| δ                 | [d]                             | [d]                                                              | [ð]                                                              | [ð]                           |
| ε                 | [e]                             | [ε]                                                              | [ε]                                                              | [ε]                           |
| ζ                 | [zd]                            | [z]                                                              | [z]                                                              | [z]                           |
| η                 | [εː]                            | [eː]                                                             | [i]                                                              | [εː]                          |
| θ                 | [tʰ]                            | [tʰ]                                                             | [θ]                                                              | [tʰ]                          |
| φ                 | [pʰ]                            | [ɸ]                                                              | [f]                                                              | [pʰ]                          |
| χ                 | [kʰ]                            | [kʰ]                                                             | [x], [ç] devant [i] et [ɛ]                                       | [kʰ]                          |
| ο                 | [o]                             | [ɔ]                                                              | [ɔ]                                                              | [ɔ]                           |
| υ                 | [y]                             | [y]                                                              | [i]                                                              | [i]                           |
| ω                 | [ɔː]                            | [ɔ]                                                              | [ɔ]                                                              | [ɔ]                           |
| αι                | [ai]                            | [ε]                                                              | [ε]                                                              | [ε]                           |
| αυ                | [au]                            | [aβ] devant une consonne sonore, [aɸ] devant une consonne sourde | [av] devant une consonne sonore, [af] devant une consonne sourde |                               |
| ει                | [eː]                            | [i]                                                              | [i]                                                              | [i]                           |
| ευ                | [eu]                            | [εβ] devant une consonne sonore, [εɸ] devant une consonne sourde | [εv] devant une consonne sonore, [εf] devant une consonne sourde |                               |
| ηι                | [ɛːj]                           | [i]                                                              | [i]                                                              |                               |
| οι                | [oi]                            | [y]                                                              | [i]                                                              | [y][réf. nécessaire]          |
| ου                | [oː]                            | [uː]                                                             | [u]                                                              | [oː]                          |
| υι                | [yː]                            | [i]                                                              | [i]                                                              | [i]                           |